# Roland Duchâtelet
Roland Duchâtelet (ur. 14 listopada 1946 w Merksem) – belgijski niderlandzkojęzyczny przedsiębiorca i polityk, lider partii Vivant, od 2007 do 2010 senator.

## Życiorys
Ukończył studia z zakresu inżynierii i ekonomii na Katholieke Universiteit w Leuven.
Pracował w zawodzie inżyniera, m.in. w firmie Xtrion. Od 1990 specjalizował się w mikroelektronice. W latach 90. zakładał własne firmy: Melexis i X-Fab (produkujące półprzewodniki) oraz Epiq (produkującą systemy elektroniczne). Kontroluje telewizję internetową TVLokaal.com, holding Elex i portal AdValvas.be. Stał się jednym z najbogatszych przedsiębiorców w Belgii. Objął funkcję prezesa zarządu klubu piłkarskiego Sint-Truidense VV.
W 1994 zaangażował się w działalność polityczną, finansując liberalną partię BANAAN. Po jej słabym wyniku wyborczym założył w 1998 partię Vivant. Ugrupowanie to nie odnosiło sukcesów wyborczych, w konsekwencji w 2003 weszło w kartel wyborczy Open VLD. W 2007 Roland Duchâtelet z ramienia tego komitetu został wybrany w skład federalnego Senatu, w 2010 bez powodzenia ubiegał się o reelekcję.
Opublikował dwie pozycje książkowe: NV België, verslag aan de aandeelhouders (1994) i De weg naar meer netto binnenlands geluk (2004).